# Gordonia (organización)
Gordonia (en hebreo: גורדוניה) fue un movimiento juvenil sionista. Las doctrinas del movimiento estaban basadas en las creencias del judío Aaron David Gordon, es decir, la salvación de la Tierra de Israel y del pueblo judío a través del trabajo manual y la recuperación del idioma hebreo. En Gordonia, los nuevos miembros aprendieron hebreo, y los miembros más veteranos se organizaron en grupos de entrenamiento pendientes de emigrar a Tierra Santa.

## Historia
El movimiento fue fundado en 1923 en Polonia, la organización promovió la emigración a los kibutzim que estaban situados en el Mandato Británico de Palestina durante el período de entreguerras. Estas iniciativas pioneras fueron cruciales en el desarrollo del movimiento kibutz en Palestina y en el estado de Israel.
Establecida después de muchos de los otros movimientos sionistas socialistas, Gordonia, en sus primeros años, luchaba existencialmente. Emergiendo de una crisis ideológica, Gordonia fue vista como una reacción contra los errores fatales de los otros movimientos juveniles sionistas, como Hashomer Hatzair, al que consideraban que había adoptado ideales extranjeros (por ejemplo, el marxismo), que amenazaban con desviar la atención de la importante tarea histórica llevada a cabo por el pioneros. Gordonia consideraba como el movimiento juvenil pionero de las masas judías, rechazando los ideales teóricos del socialismo y el romanticismo, en favor de los valores pioneros prácticos, encarnados en el mismo Gordon. La distinción principal entre Gordonia y los otros movimientos juveniles sionistas, fue su decisión de no participar en las actividades políticas (de acuerdo con la filosofía de su precursor, el judío Aaron David Gordon).
La filial de Gordonia en los Estados Unidos era pequeña, y el movimiento en los EE. UU. estaba basado principalmente en las ciudades de Washington D. C., Baltimore y Dallas, con solamente un campamento de verano llamado: "campamento Moshava", ubicado cerca de Annapolis. El grupo se fusionó con el movimiento juvenil sionista laborista Habonim Dror en abril de 1938.